# بولادلي
بولادلي (بالتركية: Polatlı)‏ مدينة تقع إدارياً ضمن أنقرة في تركيا. تعتمد بولادلي للبريد على الرمز البريدي 06000.

## وصلات خارجية
- الموقع الرسمي